# Межозерье (Вологодская область)
Межозерье — посёлок в Вытегорском районе Вологодской области.
Входит в состав Мегорского сельского поселения (с 1 января 2006 года по 30 мая 2013 года входил в сельское поселение Коштугское), с точки зрения административно-территориального деления — в Коштугский сельсовет.
Расположен на берегу Большого Положозера. Расстояние по автодороге до районного центра Вытегры — 80 км, до центра муниципального образования села Мегра по прямой — 35 км. Ближайшие населённые пункты — Голяши, Сяргозеро.
По переписи 2002 года население — 162 человека (81 мужчина, 81 женщина). Преобладающая национальность — русские (98 %).